# Импарато, Каэтано
Каэтано Импарато (порт.-браз. Caetano Imparato; 10 апреля 1901, по другим данным 15 марта 1900, Воторантин, по третьим данным 26 ноября 1898, Сорокаба — 22 марта 1968), в некоторых источниках называемый Импаратиньо (порт.-браз. Imparatinho) — бразильский футболист, нападающий.

## Карьера
Каэтано Импарато был одним из семи братьев, игравших в футбол. Помимо него в семье были Луис, Эрнесто и Антонио. Каэтано начал, как и остальные члены его семьи, играть в футбол в команде «Савойя» из родного города Воторантин. В 1919 году он перешёл в клуб «Палестра Италия». 24 августа 1919 года Импарато дебютировал в составе команды в матче с «АА дас Палмейрас» (3:2), где забил гол. В следующем году Каэтано помог команде выиграть чемпионат штата Сан-Паулу, ставший первым подобным титулов в истории этого клуба. 13 мая 1921 года Импарато сделал хет-трик в матче с «Португезой Деспортос» (5:1), а 20 ноября повторил это достижение во встрече с «Сантосом» (6:1). Всего он забил в чемпионате 27 голов, став лучшим бомбардиром команды. В 1923 году Импарато сделал два подряд хет-трика в матчах с «Ипирангой» (4:1) и «Жерманией» (5:0). В 1926 году Каэтано выиграл свой второй титул сильнейшей команды Сан-Паулу. Затем победил в специальном розыгрыше этого турнира, а следом отпраздновал победу в Кубке чемпионов штатов Рио-Сан-Паулу, где забил два гола в одной из игр. В 1927 году он выиграл свой очередной титул чемпиона штата. 12 октября 1930 года Каэтано провёл свой последний матч за «Палестру» против клуба «Гуарани» (2:2). А всего в составе команды сыграл в 154 матчах и забил 122 гола.

## Статистика

### Клубная
| Сезон | Клуб            | Лига          | Чемпионат | Чемпионат | Прочие | Прочие | Товарищеские | Товарищеские | Всего | Всего |
| Сезон | Клуб            | Лига          | Игры      | Голы      | Игры   | Голы   | Игры         | Голы         | Игры  | Голы  |
| ----- | --------------- | ------------- | --------- | --------- | ------ | ------ | ------------ | ------------ | ----- | ----- |
| 1919  | Палестра Италия | Лига Паулиста | 4         | 2         | 0      | 0      | 1            | 0            | 5     | 2     |
| 1920  | Палестра Италия | Лига Паулиста | 9         | 1         | —      | —      | 4            | 4            | 13    | 5     |
| 1921  | Палестра Италия | Лига Паулиста | 22        | 28        | —      | —      | 4            | 4            | 26    | 32    |
| 1922  | Палестра Италия | Лига Паулиста | 17        | 13        | —      | —      | 12           | 12           | 29    | 25    |
| 1923  | Палестра Италия | Лига Паулиста | 8         | 3         | —      | —      | 3            | 2            | 11    | 5     |
| 1924  | Палестра Италия | Лига Паулиста | 2         | 1         | 1      | 1      | 9            | 13           | 12    | 15    |
| 1925  | Палестра Италия | Лига Паулиста | 10        | 10        | 1      | 0      | 9            | 7            | 20    | 17    |
| 1926  | Палестра Италия | Лига Паулиста | 8         | 6         | 7      | 3      | 4            | 1            | 19    | 10    |
| 1927  | Палестра Италия | Лига Паулиста | 7         | 7         | 3      | 0      | 6            | 2            | 16    | 9     |
| 1928  | Палестра Италия | Лига Паулиста | 0         | 0         | 0      | 0      | 0            | 0            | 0     | 0     |
| 1929  | Палестра Италия | Лига Паулиста | 0         | 0         | 0      | 0      | 1            | 0            | 1     | 0     |
| 1930  | Палестра Италия | Лига Паулиста | 2         | 1         | 0      | 0      | 0            | 0            | 2     | 1     |

1. ↑  В графу «Прочие» входят матчи Кубка Флорио, турнира начала чемпионата Паулиста, Кубка чемпионов штатов Рио-Сан-Паулу

### Международная
| Матчи Импаратиньо за сборную Бразилии | Матчи Импаратиньо за сборную Бразилии | Матчи Импаратиньо за сборную Бразилии | Матчи Импаратиньо за сборную Бразилии | Матчи Импаратиньо за сборную Бразилии | Матчи Импаратиньо за сборную Бразилии | Матчи Импаратиньо за сборную Бразилии |
| ------------------------------------- | ------------------------------------- | ------------------------------------- | ------------------------------------- | ------------------------------------- | ------------------------------------- | ------------------------------------- |
| №                                     | Дата                                  | Место проведения                      | Оппонент                              | Счёт                                  | Голы                                  | Турнир                                |
| 1                                     | 29 октября 1922                       | Сан-Паулу                             | Парагвай                              | 3:1                                   | 2                                     | Кубок Родригеса Алвеса                |

## Достижения
- Чемпион штата Сан-Паулу: 1920, 1926, 1926 (специальный), 1927
- Обладатель Кубка Родригеса Алвеса: 1922
- Обладатель Кубка чемпионов штатов Рио-Сан-Паулу: 1926
- Победитель турнира начала чемпионата Паулиста: 1927